# Калаурі
Калаурі (груз. კალაური) — село в Грузії.
За даними перепису населення 2014 року в селі проживає 1976 осіб.